# Bhaiṣajyaguru

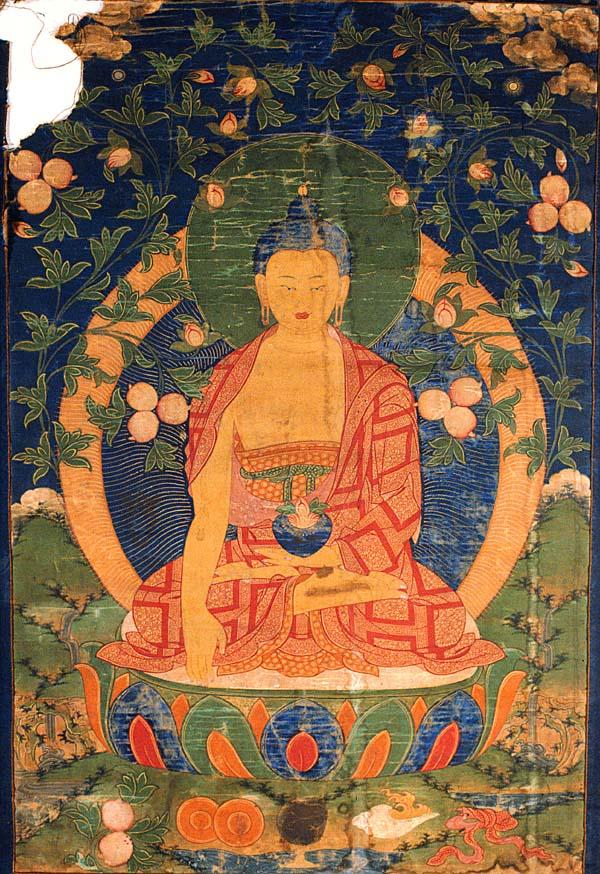
Dipinto raffigurante il Buddha della Medicina

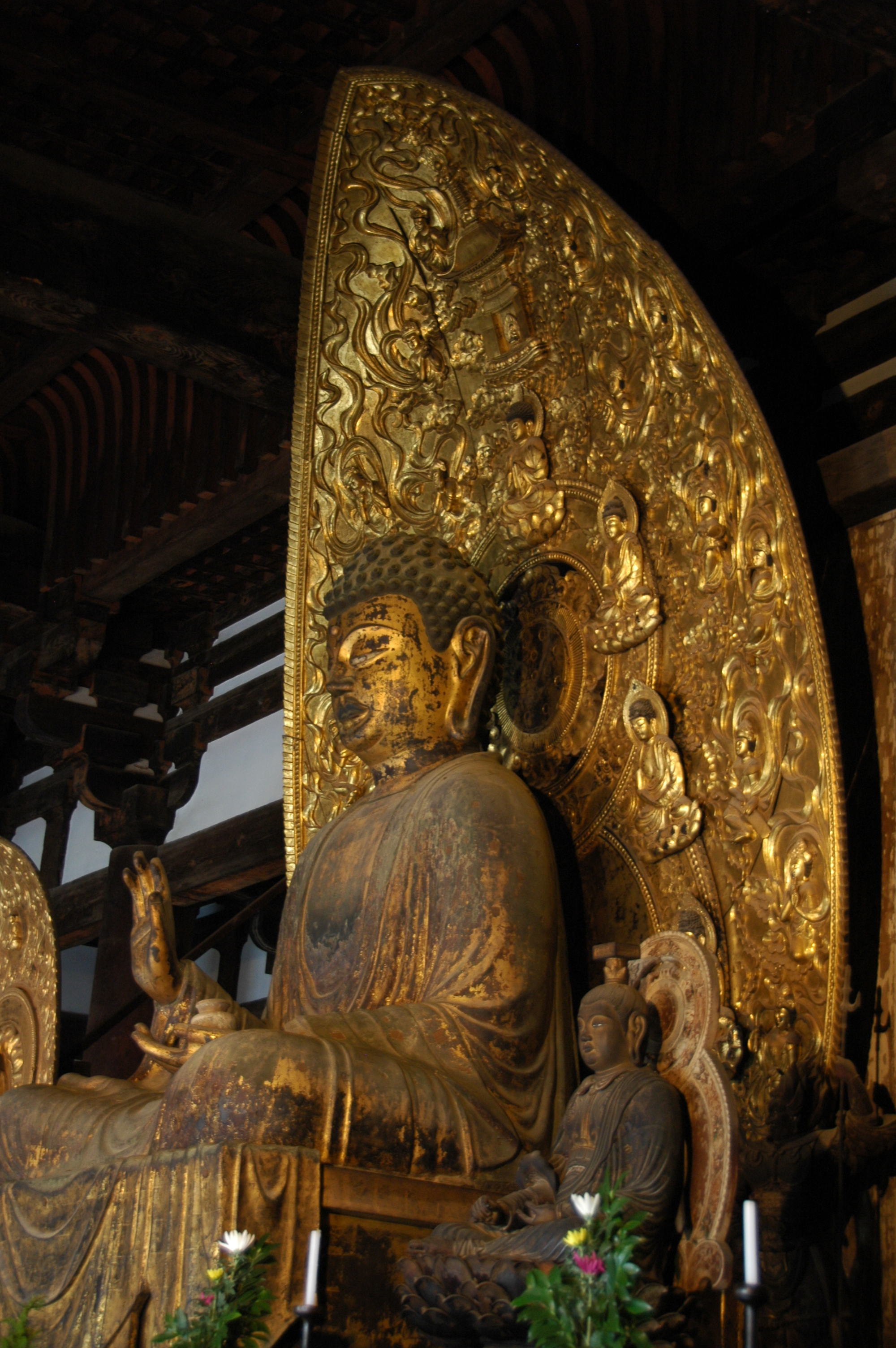
Kōfuku-ji

Bhaiṣajyaguru — dal sanscrito "Maestro della Medicina"; in cinese Yàoshī Fó (藥師佛T); giapponese Yakushi Nyorai (薬師如来?); coreano Yaksa Yeorae (약사여래); tibetano Sman-bla — o più formalmente Bhaisajyaguruvaidūryaprabha ("Maestro della Medicina dalla Luce Lapislazzuli"), in giapponese Yakushirurikō Nyorai (薬師瑠璃光如来?), noto anche come Buddha della Medicina o Maestro delle Cure, è il Buddha che rappresenta la medicina e il suo potere curativo. Non è da confondere con Bhaiṣajyarāja, il bodhisattva detto Re della Medicina.

## Origine
Bhaisajyaguru è descritto, per la prima volta, nel Bhaisajyaguru-sutra ("Sutra del Maestro della Medicina" da cui prende il nome), come il Signore della Medicina, il cui voto originario comprende 12 elementi: 
1. Diffondere la sua luce in innumerevoli mondi e rendere gli altri uguali a lui.
2. Illuminare tutti gli esseri immersi nelle tenebre.
3. Soddisfare le necessità individuali con equanimità.
4. Ricondurre sulla retta via coloro che si sono smarriti.
5. Guidare chi ha fede in lui.
6. Guarire tutti coloro che soffrono di qualsiasi disabilità e malattia fisica o disturbo mentale.
7. Dotare di amici, famiglia e casa coloro che ne sono privi e guidarli verso l'illuminazione.
8. Fare in modo che le donne, sfavorite, rinascano come uomini fino all'illuminazione.
9. Proteggere gli esseri senzienti dall'illusione, donare loro la retta visione e mostrare loro la via dei Bodhisattva verso l'illuminazione.
10. Salvare coloro che sono caduti in disgrazia, imprigionati o condannati a morte.
11. Nutrire gli affamati e dare da bere agli assetati.
12. Procurare abiti agli ignudi o agli indigenti.

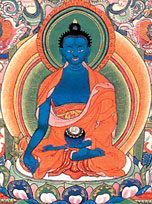
Il Buddha della medicina in un'antica versione tibetana. La mano destra è posta in basso nel "gesto di accoglienza" (varadamudrā) e tiene un ramo con il frutto del mirabolano (Terminalia bellirica, sans. harītakī) il cui succo è un lassativo. Nella mano sinistra regge un mortaio per preparare le medicine. Viene indicato anche come Bhaisajyaguruvaidūryaprabha, "Buddha della medicina dalla luce dei lapislazzuli" per il colore della sua pelle blu intenso.

Come ogni altro Buddha, Bhaisayjaguru regna su una Terra Pura.
Essa è detta Vaidūryanirbhāsa (lett."Simile al Lapislazzuli"), e si trova ad est del nostro universo.
La Terra Pura di Bhaisayjaguru è descritta sia nei "Quattro Tantra" della Medicina Tibetana, sia nella biografia di Yuthok Yonten Gonpo " il vecchio".
Essa è circondata da cieli color lapislazzuli, con al centro la città curativa detta Sudarsana (lett."Bella da contemplare").
Al centro della città sorge il Palazzo celeste, la cui base è lo Spazio della realtà senza elaborazioni (Sans. Dharmadhatu).
Il Palazzo è costituito da cinque tipi di gioielli, ed è ornato da gemme preziose che guariscono i quattrocento tipi di malattie.
Nella parte interna del Palazzo dimora Bhaisayjaguru, che emana luce color lapislazzuli, ed è circondato da un enorme schiera di Bodhisattva, discepoli Buddhisti e non Buddhisti, e dai dodici generali degli Yaksa : Kumbira, Vajra, Mikila, Andira, Anila, Sandila, Indra, Pajira, Mahoraga, Sindura, Catura e Vikarala.
Inoltre è affiancato da due Bodhisattva, che sono al suo servizio: Suryaprabha (lett."Luce del sole") e Candraprabha (lett."Luce della luna"), con cui costituisce una "Triade Augusta".
Nella parte esterna del palazzo risiedono, circondati da Arhat e da Bodhisattva, altri sette Buddha della Medicina, che sono emanazioni stesse di Bhaisajyaguru: 
Suvarnabhadravimalaratnaprabhasa (lett."Splendore dorato del prospero gioiello puro"); Dharmakirtisagaraghosa (lett."Discorso del Dharma accompagnato dal suono di lode"); Abhijnanaraja (lett."Re dell'impavida conoscenza"); Ratnasikhin (lett."Cresta ingioiellata"); Suparikirtinamasri (lett."Somma gloria che libera dal dolore"); Sabdaghosaraja (lett."Re del suono della parola"); Sakyamuni (lett."Saggio dei Sakya").
Quattro montagne indicano i punti cardinali di Vaiduryanirbhasa: A sud la montagna Vibhuti (lett."Penetrante"), di natura solare, che custodisce tutti i rimedi e le piante che curano le malattie fredde; A nord la montagna Himavat (lett."coperta di neve"), di natura lunare, dove crescono tutte le piante che guariscono le malattie calde; A est la montagna Surabhita (lett."Profumata"), coperta da una foresta di mirabolano o rusticano, una pianta dalla cui noce si estrae un olio , che funge da potente lassativo e purgante; A ovest il monte Malaya (lett."Giardino"), dove si trovano tutti i tipi di minerali e sorgenti termali.
In questi luoghi vive un incredibile numero di uccelli ed animali (tutti emanazioni di Bhaisajyaguru).
Coloro che rinascono in questo Buddhaksetra (lett."Campo di Buddha") sono i terapeuti autentici, i medici,  e coloro che cantano con fede il nome di Bhaisajyaguru.

## Iconografia

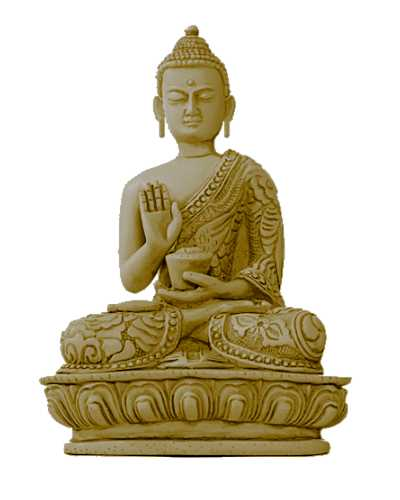
Statua di Bhaiṣajyaguru in abhayamudra. Si distingue da simili statue del Buddha Sakyamuni spesso con lo stesso mudra dal fatto che la ciotola del Buddha della Medicina contiene l'erba medicinale, suo attributo tradizionale. Talvolta lo stesso Bhaiṣajyaguru è visto come personificazione dei poteri curativi di Sakyamuni stesso.

Bhaisajyaguru è tipicamente rappresentato seduto nella posizione del loto, con indosso le vesti monacali. Il suo corpo è di colore blu lapislazzuli.
Nella mano sinistra, adagiata in grembo nel dhyanimudra (lett."Gesto della meditazione"), tiene una ciotola per i rimedi, mentre con la destra esegue il varadamudra, "Gesto del dono", e regge un ramoscello di Mirabolano.
In Cina e in Giappone la sua iconografia varia: In genere è rappresentato con un corpo di colore dorato, in piedi o seduto, con le mani nell'abhayamudrā (lett. "Gesto di protezione") o nel varadamudra.
Spesso viene presentato nella "Triade Augusta" insieme a Suryaprabha e Candraprabha.

## Culto

### Giappone
A partire dal VII secolo il culto di Yakushi è diventato molto popolare in Giappone (assieme a quelli dei Buddha Shakyamuni, Amida e Vairocana), soppiantando in gran parte quello di Ashuku (Akṣobhya). Parte del ruolo di Yakushi è passato poi a Jizo (Kṣitigarbha), ma Yakushi presiede ancora alle cerimonie delle ricorrenze funebri nel buddhismo giapponese.

### Tibet
Meditare sul Buddha della Medicina, il Supremo Curatore (o Sangye Menla in tibetano) è non solo un metodo molto potente per curare e aumentare le capacità curative proprie e altrui, ma anche per superare le malattie interiori dell'affezione, dell'astio, e dell'ignoranza. È quindi molto venerato per alleviare le malattie e le sofferenze fisiche e mentali. Nel Buddhismo tibetano il potere del Buddha della Medicina è la benedizione più potente per curare e per risvegliare l'innata saggezza curativa che è presente in ogni individuo.

## Mantra
Ci sono due versioni del Mantra del Buddha della Medicina in sanscrito, la "lunga":

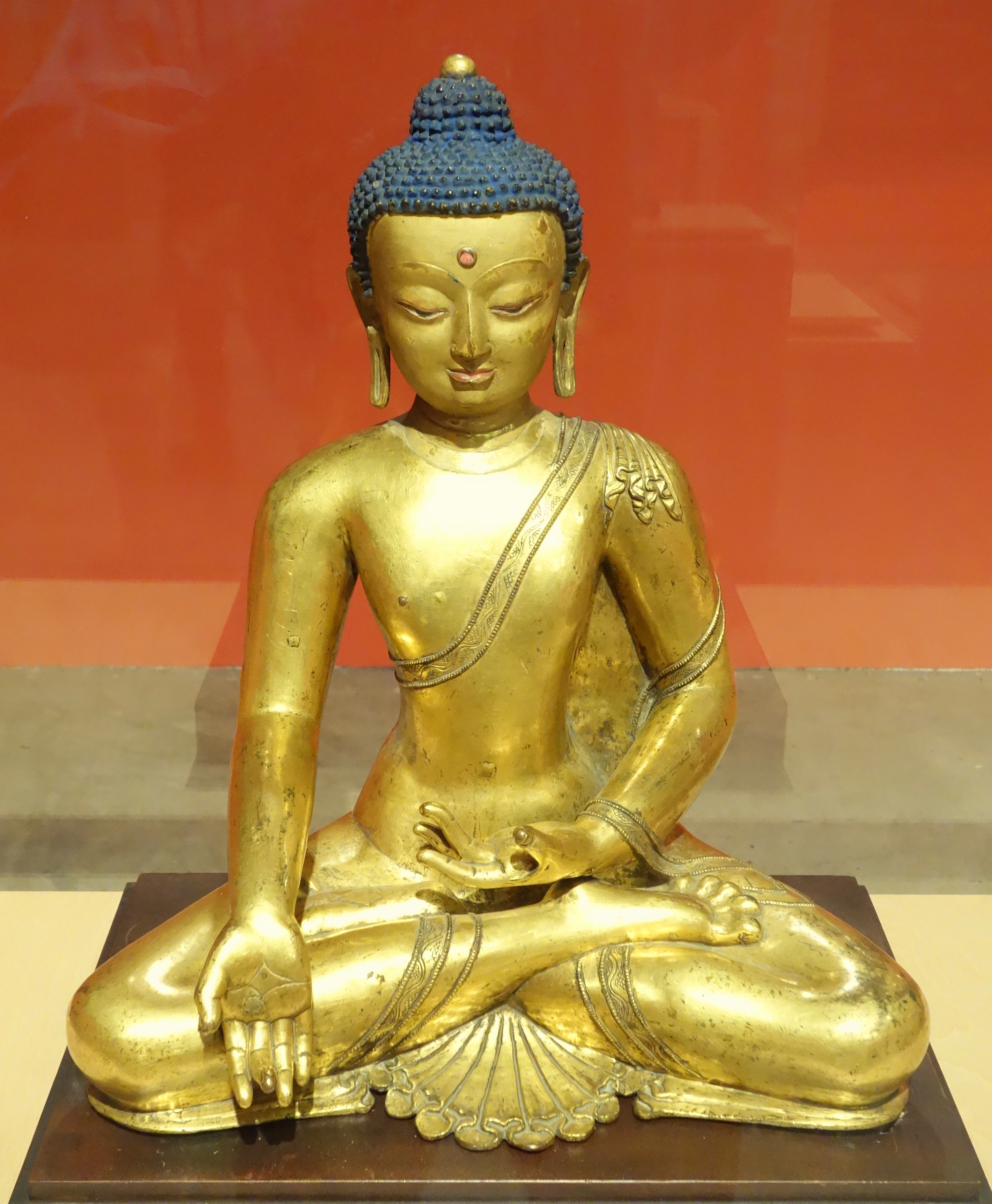
Statua tibetana

Oṃ Namo Bhagavate Bhaishajyaguru Vaidūryaprabharājāya Tathāgatāya Arhate Samyaksambuddhāya Tadyathā: Om Bhaishajye Bhaishajye Mahābhaishajye Bhaishajye Rāja Samudgate Svāhā
Lett:  Om, rendo omaggio al Beato Maestro della Medicina, il Re della luce color lapislazzuli, il Così-andato, il Venerabile, il perfettamente e completamente Risvegliato, l'Esempio (per noi): Om, o Medicina , o Medicina , Grande Medicina , Re della Medicina , che hai raggiunto la piena Conoscenza, ave.
E la "corta", nota come "Mantra del Cuore del Buddha della Medicina":
(Tadyathā) Om Bhaishajye Bhaishajye Mahābhaishajye Bhaishajye Rāja Samudgate Svāhā
Si ritiene che la recitazione di questo mantra sia molto efficace per curare dalle sofferenze fisiche e per purificarsi dal karma negativo.
Un rituale molto in uso in caso di malattia è di recitare ogni giorno il mantra nella sua forma lunga per 108 volte su un bicchiere d'acqua e poi berne il contenuto: si crede che questo santifichi l'acqua con la benedizione del Buddha della Medicina ed abbia così effetti curativi.
È d'uso inoltre nel buddhismo tibetano recitare il mantra prima di ogni pasto non vegetariano; si crede che l'animale defunto possa così essere liberato dal suo karma negativo e reincarnarsi quindi in un'esistenza più felice.
In Giappone il mantra più diffuso recita:
Om huru huru candāli mātàngi svāhā (sanscrito)
On koro koro sendari matōgi sowaka (giapponese)